# Charles Harper
Pour les articles homonymes, voir Harper.
Charles Harper, né le 15 juillet 1842 à Nardi (Toodyay) et mort le 20 avril 1912 à Woodbridge, est un exploitant, explorateur et homme politique australien.

## Biographie
Fils du révérend Charles Harper et de sa femme Julia Gretchem Lukin, il devient cultivateur à Beverley (Australie-Occidentale) et, en 1861, accompagne les frères Dempster et Barnard Clarkson dans leur exploration de l'est australien jusqu'aux Georgina Range, son but personnel étant de développer ses propriétés.
À partir de 1866, il s'implique fortement dans l'industrie pastorale. Pasteur dans le nord-ouest de l'État jusqu'en 1868, il débarque à Geraldton en 1867 pour assurer des provisions pour Roebourne. De 1868 à 1870, il est impliqué dans l'industrie perlière. Il a ensuite brièvement cultivé à Beverley, avant de retourner dans le nord-ouest en 1871. Il s'associe à McKenzie Grant (en) et Edgar dans la Sheep station (en) de De Grey et s'y implique aussi dans l'industrie perlière jusqu'en 1879.
Élu le 28 mars 1878 au Conseil législatif d'Australie-Occidentale pour le district nord lors d'une élection partielle occasionnée par la démission de Thomas Burges (en), il occupe le siège jusqu'à l'élection du 12 mars 1880. Le 1er mars 1879, il épouse Fanny de Burgh, devenant ainsi le beau-frère d'Henry Brockman et de James Morrison. Ils auront six fils et quatre filles.
En 1880, il s'associe à Alexander McRae (en) dans une entreprise pastorale sur l'Ashburton River. Cette année-là, il devient également propriétaire d'un journal et copropriétaire du Western Australian Times avec John Winthrop Hackett (en). Le 18 novembre 1879, le journal est rebaptisé The West Australian. Le 19 décembre 1885, ils lancent la publication du Western Mail.
Il entre au parlement pour la deuxième fois le 27 octobre 1884, après avoir remporté le siège de York. En 1885, il construit une maison à Guildford, qu'il nomme Woodbridge House ; la maison existe toujours et fait maintenant partie du National Trust. En 1887, il est membre de la Commission agricole.
Il a occupé son siège au Conseil législatif jusqu'au 21 octobre 1890, date à laquelle le Conseil législatif est devenu entièrement nominatif. Il a ensuite contesté et remporté le siège de Beverley à l'Assemblée législative. À partir de juin 1894, il est Father of the House à l'Assemblée législative. En 1895, il ouvre une école à Guildford qui sera plus tard reprise par l'Église d'Angleterre sous le nom de Guildford Grammar School. Il est nommé président des comités de l'Assemblée législative le 24 août 1897, occupant le poste jusqu'au 2 décembre 1903, date à laquelle il occupe les fonctions de président. Il démissionne de son poste de président le 28 juillet 1904 et de son siège le 27 octobre 1905. En 1905, il est président de la Commission de l'immigration.
Il meurt à Woodbridge le 20 avril 1912 et est enterré au cimetière de Karrakatta.
Jules Verne le mentionne dans son roman Les Enfants du capitaine Grant (partie 2, chapitre IV).